# Christuskirche (Velbert)
Die Christuskirche ist eine evangelische Kirche in Velbert, Stadtbezirk Mitte, Oststraße 61 / Grünstraße 27. Sie wurde mit dem zugehörigen Pfarrhaus 1908–1910 erbaut und steht unter Denkmalschutz. Ihre Architektur zeigt eine Kombination von Jugendstil-Elementen mit Merkmalen der typischen regionalen Bauweise des Bergischen Landes.

## Architektur
Bei der Kirche handelt es sich um einen kreuzförmigen Werksteinbau mit steilen Schieferdächern. Sie besitzt einen 49 Meter hohen, sechsgeschossigen, seitlich in den Bau integrierten Turm mit mehrfach geschweifter Haube. Sie ist als Saalkirche ohne raumteilende Säulen konzipiert, so dass Kanzel, Orgel und Altar von allen Plätzen aus gut zu sehen sind, und fasst über 900 Personen (ohne die Plätze auf der Orgelempore). In der Spitze des Giebels steht eine Christusfigur, die vom Kölner Bildhauer Georg Grasegger geschaffen wurde. Die drei Glocken wiegen zusammen 12,3 t. Die Farbverglasungen der Fenster wurden von Velberter Bürgern gestiftet, deren Namen sie tragen. 
Die Kirche wurde von dem Architekten Carl Krieger aus Düsseldorf entworfen, die Innenausstattung mit Jugendstilelementen stammt vom Kölner Architekten Franz Brantzky.

## Geschichte
Auf Grund des starken Bevölkerungswachstums der Stadt Velbert Ende des 19. Jahrhunderts wurde ein großer Kirchenneubau notwendig. Zunächst wurde 1907 ein beschränkter Architekturwettbewerb unter fünf ausgewählten Architekten durchgeführt, die schließlich insgesamt acht Entwürfe einreichten. Der Kostenrahmen war im Wettbewerb mit 220.000 Mark angegeben. Begutachtet wurden diese Entwürfe von dem renommierten Architekten Georg Frentzen, der den Plänen von Krieger bei „verständiger und knapper Grundrißbildung“, eine „gute Massenverteilung“ sowie „künstlerische Reife und geschicktes Maßhalten in der Verwendung reizvoller Motive“ attestierte und dessen Entwurf als den besten herausstellte. Die Gemeindevertretung folgte seinem Urteil, an der Ausführungsplanung der Kirche wurde dann aber neben Krieger auch Brantzky beteiligt.
Die Grundsteinlegung am 1. November 1908 feierten 3.000 Menschen. Im Jahr 1910 waren die Bauarbeiten abgeschlossen. Die Orgel wurde 1909 von der Orgelbauwerkstatt Furtwängler & Hammer in Hannover gebaut und installiert. Sie wurde 2005 restauriert.